# もの言えぬ証人
『もの言えぬ証人』（ものいえぬしょうにん、原題：Dumb Witness）は、イギリスの小説家アガサ・クリスティによって1937年に発表された長編推理小説である。
ベルギー人探偵エルキュール・ポアロを主人公に、彼の友人であるアーサー・ヘイスティングスが語り手となる。ポアロは2か月前に死去した老婦人が差し出した手紙を受け取り、命に危険が迫っていることを示唆する内容と手紙が差し出された経緯に疑問を抱いたポアロは、婦人の死の真相究明に乗り出す。
献辞は、クリスティの愛犬であった「ピーター」に対し捧げられている。

## あらすじ
裕福な独身女性エミリイ・アランデルはバークシャーの自宅の階段から転落する。飼い犬のボブの遊び道具であるボールが階段の上にあったため、周囲の人たちは彼女がこれを踏んだことによる事故だと考えるが、エミリイは殺人未遂を疑ってポアロに手紙を書く。しかし、手紙は忘れられていたのか投函されず、ポアロが手紙を受け取ったのは２ヶ月後、彼女の死後だった。
ポアロはヘイスティングスを伴って捜査を開始する。主治医のグレインジャーの診断では、彼女の死因は慢性肝臓疾患であったが、ポアロは二度殺人が企てられ、二度目は成功したものと推測する。彼女は事故の後に遺言を変更し、莫大な財産と自宅をコンパニオンのミニー・ロウスンに贈るとしていたが、変更前の遺言では、甥のチャールズ・アランデル、姪のテリーザ・アランデルとベラ・タニオスの3名が相続することになっていた。チャールズとテリーザ、ベラの夫のジェイコブは遺言に異議を申し立てようとする。
ポアロはエミリイの自宅を購入したいと偽って訪れ、階段の上にニスが塗られた釘が打たれているのを発見し、そこに紐が張られていたのではないかと推理する。ボブは一晩中外に出されていたので、張られた紐に躓いて転落させられた疑いがあり、その時現場にいた甥と姪たち、ジェイコブやミニーがその容疑者となる。
ポアロは調査の過程で、死の少し前、降霊会で被害者の口から光るオーラが出たという証言を得る。ミニーは、エミリイが転落した晩に「TA」と書かれたブローチをつけた人影が階段にかがみ込むのを見たと証言する。ミニーの家の庭師は同じ頃にチャールズがヒ素を使った除草剤について尋ねてきたことを思い出し、除草剤の缶がほとんど空になっていることに気づいて驚く。
ベラはその後、夫のジェイコブに対する恐怖を理由に子供たちを連れて別れる。ベラに頼られたミニーは彼女たちをホテルに匿うが、ポアロは第二の殺人を恐れてベラを別のホテルに移す。このとき、ベラは具体的な方法は知らないものの、夫が殺人犯であることを知っていると主張するが、詳細な話をすることは拒む。ポアロはベラにエミリイの死についてたどりついた真相の書かれた手紙を渡し、内容が正しければ電話をかけるよう指示する。ベラは電話で、「ポアロの言う通りであり、明日の10時に来てくれれば、望みのものを差し上げる」と話すが、彼女は翌日睡眠薬の過剰摂取により死亡しているのが発見される。
ポアロは残された家族を集め、ベラが真犯人であることを明らかにする。彼女は夫を憎み、心から愛したことはなく、夫と別れて子供たちとイギリスで暮らそうと考えていた。その資金を得るため、伯母を殺して遺産を得ようとしたのだった。紐で転落死させる最初の試みが失敗すると、今度はエミリイが服用していた肝臓の薬のカプセルの1つをリンの入ったものとすり替えた。リンの毒による死は肝不全の症状に似ていることを知っていたからだ。降霊会に出席した人々が目撃したオーラは、エミリイが摂取していたリンによるものだった。叔母が遺言を変更したことを知り、ポアロが彼女の死因を突き止めたことを知ると、ベラはさらに追い詰められた。彼女は自殺する前に子供たちを父親に引き渡した。彼女は2番目の犠牲者となるはずだったジェイコブを殺害するために用意した薬を飲んで死んだのだった。
ポアロは、エミリイが転落した夜に見たのは、鏡に映ったベラだったと告げる。鏡で逆さになった「AT」の文字はアラベラ・タニオスのイニシャルだった。ヒ素はテリーザが盗んだものだったが、彼女はそれを使うのを思いとどまっていた。エミリイがスキャンダルを起こしたくないと願っていたことを知るポアロはこれを尊重し、ベラが公に裁かれることがないよう自殺するように仕向けたのだった。ミニーは自分に残された遺産をテリーザとチャールズ、ベラの子供たちに分け与えることにする。ポアロとヘイスティングスは、犬のボブをもらい、ロンドンに帰るのだった。

## 登場人物
- エミリイ・アランデル - 小緑荘の主人。
- ウイルヘルミナ（ミニー）・ロウスン - エミリイの家政婦。
- チャールズ・アランデル - エミリイの甥。
- テリーザ・アランデル - エミリイの姪で、チャールズの妹。
- ベラ・タニオス - エミリイの姪。
- ジュイコブ・タニオス - ベラの夫。ギリシャ人の医者。
- レックス・ドナルドスン - テリーザの恋人。医者。
- キャロライン・ピーボデイ - エミリイの古い友人。
- ジュリア・トリップ - 霊媒師。
- イザベラ・トリップ - 霊媒師。ジュリアの妹。
- パーヴィス - エミリイの顧問弁護士。
- グレインジャー - エミリイの友人。医者。
- アーサー・ヘイスティングズ - ポアロの友人。
- エルキュール・ポアロ - 私立探偵。

## 補足
本作の第18章「隠れた殺人者」において、過去の事件を述懐したポアロが『雲をつかむ死』、『スタイルズ荘の怪事件』、『アクロイド殺し』および『青列車の秘密』の真犯人の名前を列挙する場面がある。

## 日本における出版
本作品は、早川書房の日本語版翻訳権独占作品となっている。
| 題名           | 出版社   | 文庫名                          | 訳者     | 巻末                           | カバーデザイン  | 初版年月日    | ページ数 | ISBN          | 備考 |
| -------------- | -------- | ------------------------------- | -------- | ------------------------------ | --------------- | ------------- | -------- | ------------- | ---- |
| もの言えぬ証人 | 早川書房 | ハヤカワ・ポケット・ミステリ312 | 加島祥造 |                                |                 | 1957年        | 220      |               | 絶版 |
| もの言えぬ証人 | 早川書房 | ハヤカワ・ミステリ文庫1-20      | 加島祥造 | アガサ・クリスティー著作リスト | 真鍋博          | 1977年2月15日 |          | 4-15-070020-6 | 絶版 |
| もの言えぬ証人 | 早川書房 | クリスティー文庫14              | 加島祥造 | 解説：直井明                   | Hayakawa Design |               |          | 4-15-130014-7 |      |

## 翻案作品

### ラジオドラマ
- 2006年、BBC Radio 4で放送されている。

### テレビドラマ

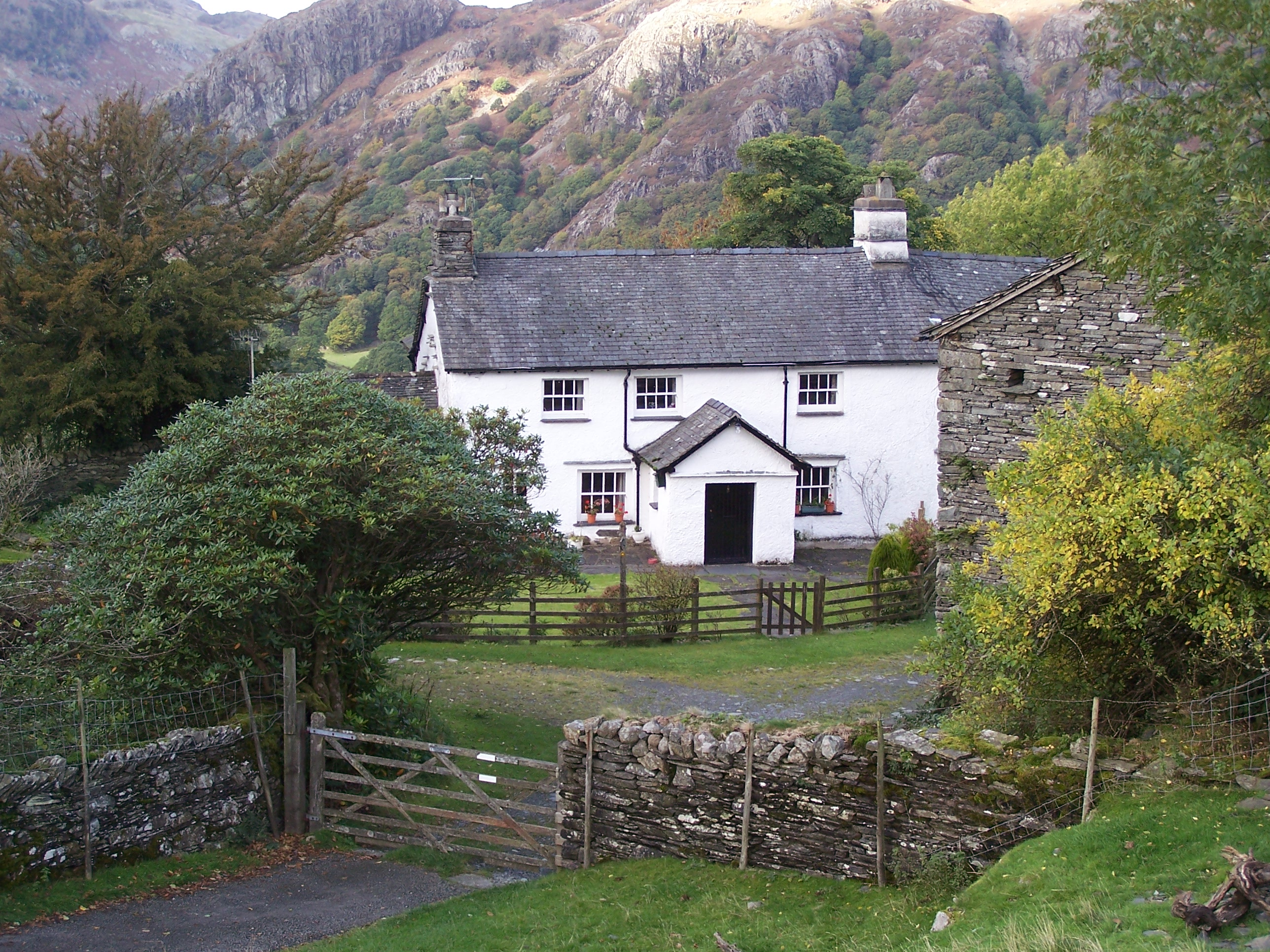
劇中のテリーザの住居

名探偵ポワロ『もの言えぬ証人』
シーズン6 エピソード4（通算第45話）  イギリス1996年放送
大筋は原作に沿っているが、ポワロが関わるきっかけが被害者からの手紙ではなく、チャールズの高速ボートスピード記録会見物に来たという設定になっている。また、動物があまり好きではないポワロは最後にボブを連れて帰らない選択をする。
この回の放映後、撮影に使われた犬種（ワイヤー・フォックス・テリヤ）の売れ行きが急上昇した。
この作品は、ヘイスティングス大尉の吹き替えを富山敬が担当した最後の作品である（富山は1995年9月25日に膵臓癌で死去）。
- エルキュール・ポワロ: デヴィッド・スーシェ
- アーサー・ヘイスティングス: ヒュー・フレイザー
- エミリー・アランデル: アン・モリッシュ
- ウィルミーナ・ローソン: ノーマ・ウェスト
- チャールズ・アランデル: パトリック・ライッカート
- ジェイコブ・タニオス: ポール・ハーツバーグ
- ベラ・タニオス: ジュリア・スト・ジョン

アガサ・クリスティーの謎解きゲーム『もの言えぬ証人』
シリーズ2 エピソード3  フランス2013年放送
探偵役が警視と記者のシリーズ。原作に沿っているところもあるものの、人間関係や犯行動機などはアレンジされている。
- スワン・ロランス: サミュエル・ラバルト - 警視
- アリス・アヴリル: ブランディーヌ･ベラヴォア - 記者
- マルレーヌ・ルロワ: エロディ･フランク - ロランスの秘書
- アレクシナ・ロランス: フランソワーズ・ファビアン - ロランス警視の母
- ジュヌビエーブ・ランソン: ナタリー・リシャール - 被害者の秘書
- ジョルジュ・シアティディス: ヴァンサン・シュミット - 被害者の甥
- ベラ・シアティディス: イザベル・デ・ハルトグ - ジョルジュの妻